# Johanne af Burgund
Johanne af Burgund (fransk: Jeanne; 24. juni 1293 - 12. december 1349), også kendt som Johanne den Halte (fransk: Jeanne la Boiteuse), var dronning af Frankrig som Kong Filip 6.'s første kone. Johanne var regent, mens hendes mand var på felttog under Hundredårskrigen.

## Baggrund
Johanne var datter af Robert 2., hertug af Burgund og Agnes af Frankrig. Hendes ældre søster Margrete var den første hustru til Ludvig 10. af Frankrig. Johanne giftede sig med Filip af Valois, Ludvigs fætter i juli 1313. Fra 1314 til 1328 var de greve og grevinde af Maine. Fra 1325 var de også greve og grevinde af Valois og Anjou.

## Dronning
Kong Filip 4.'s sønner Ludvig 10., Filip 5. og Karl 4. efterlod ingen overlevende mandlige arvinger, hvilket førte til at Johannes mand besteg den franske trone. Hundredårskrigen fulgte i kølvandet, da Edvard 3. af England, en dattersøn af Filip 4., gjorde krav på den franske krone. Johanne var intelligent og viljestærk og viste sig som en dygtig regent, mens hendes mand ledte hæren under krigen. Hendes natur og magt gav imidlertid både hende selv og hendes mand et dårligt omdømme, som blev fremhævet af hendes misdannelse (som af nogle blev betragtet som et tegn på ondskab), og hun blev kendt som la male royne boiteuse ("den halte onde Dronning"). En krønikeskriver beskrev hende som en fare for sine fjender i hoffet: "den halte Dronning Johanne af Burgund ... var som en konge og forårsagede ødelæggelse af dem, der modsatte sig hendes vilje."
Hun blev også betragtet som en lærd kvinde og en bibliofil: Hun sendte manuskripter til sin søn Johan, som han kunne læse, og bestilte oversættelsen af flere vigtige moderne værker tilfransk, herunder Miroir historial af Vincent de Beauvais (c.1333) og Jeu d'échecs moralisés af Jacques de Cessoles (c.1347), en opgave udført af Jean de Vignay.
Johanne døde af Pest den 12. december 1349. Hun blev begravet i Saint Denis Basilikaen; hendes grav, bestilt af hendes barnebarn Karl 5., blev ødelagt under Den Franske revolution.

## Familie, børn og efterkommere
Hendes børn med Filip 6. var:
- Johan 2. (26. april 1319 - 8. april 1364).
- Marie (1326 - 22. september 1333), som blev gift med Johannes af Brabant, søn og arving til Johannes 3., hertug af Brabant, men døde kort efter.
- Ludvig (født og død 17. januar 1329).
- Ludvig (8. juni 1330 - 23. juni 1330).
- En søn [Johan?] (Født og død 2. oktober 1333).
- En søn (28. maj 1335), dødfødt.
- Filip (1. juli 1336 - 1. september 1375), Hertug af Orléans
- Johanne (født og død november 1337).
- En søn (født og død i sommeren 1343).

I 1361 døde Johannes grandnevø, Filip 1. af Burgund, uden legitimt afkom, hvilket affødte afslutnigen af den mandlige linje af hertugerne af Burgund. Hvem den retmæssige arving til Burgund var uklart: Kong Karl 2. af Navarra, barnebarn af Johannes ældre søster Margrete, var arvingen ifølge førstefødselret, men Johan 2. af Frankrig (Johannes søn) hævdede at være arving efter nærhed af blodets bånd. I sidste ende vandt Johan.

## I fiktion
Johanne er portrætteret i Maurice Druons Les Rois maudits (De usalige konger), en række historiske romaner. Hun er blevet portrætteret i den ene af de to franske miniserier, der er blevet produceret med forlæg i De usalige konger, nemlig i 1972-udgaven, hvor hun blev spillet af Ghislaine Porret.  